# Niuserre
Niuserre (Ni-user-Re, auch Niuserre Ini) war der sechste König (Pharao) der altägyptischen 5. Dynastie im Alten Reich. Er regierte etwa innerhalb des Zeitraums von 2455 bis 2420 v. Chr. Die genaue Länge seiner Regierungszeit ist unklar, in der Forschung wird aber mehrheitlich von etwa 30 Jahren oder mehr ausgegangen. Die königliche Nekropole von Abusir ist stark durch seine umfangreichen Bauprojekte geprägt. Hierzu zählen die Errichtung seiner Pyramidenanlage und eines Sonnenheiligtums, aber auch die Vollendung der Grabanlagen seines Vaters, seines Bruders und seiner Mutter. Konkrete Ereignisse aus Niuserres Regierungszeit sind kaum überliefert. Reformen in der Verwaltung führten zu einer Bündelung verschiedener Ressorts in den Händen des Wesirs, des obersten Beamten Ägyptens. Durch Inschriften sind Expeditionen ins Wadi Maghara auf dem Sinai und nach Nubien bezeugt, durch archäologische Funde außerdem Handelsbeziehungen nach Byblos. Der für Niuserre eingerichtete Totenkult und die damit verknüpfte Verehrung dauerten bis ins Mittlere Reich an.

## Herkunft und Familie
Niuserre war ein Sohn von König Neferirkare und dessen Gemahlin Chentkaus II. Sein Bruder trug den Geburtsnamen Ranefer und bestieg nach dem Tod des Vaters unter dem Namen Raneferef den Thron, starb jedoch bereits nach nur wenigen Jahren. Die Königliche Gemahlin Niuserres war Reputnebu. Das einzige bekannte Kind aus dieser Ehe war die Tochter Chamerernebti, die mit dem Wesir Ptahschepses verheiratet war und mit ihm fünf Kinder hatte. Bislang völlig unklar ist das familiäre Verhältnis des Herrschers zu Schepseskare, der kurzzeitig nach dem Tod Raneferefs regierte, sowie zu Menkauhor, dem unmittelbaren Nachfolger Niuserres.

## Herrschaft

### Regierungsdauer
Eine zuverlässige Abschätzung der Dauer von Niuserres Regierung gestaltet sich schwierig. In dem aus der 19. Dynastie stammenden Königspapyrus Turin ist der Namenseintrag des Herrschers verloren und die Nennung seiner Regierungsjahre stark beschädigt. Der Eintrag lautete wohl „11 (+x?) Jahre“. Der im 3. Jahrhundert v. Chr. lebende ägyptische Priester Manetho nennt 44 Jahre, was in der Forschung aber allgemein als zu hoch angesetzt gilt. Die zeitgenössischen Quellen liefern kein eindeutiges Bild. Einerseits scheinen die inschriftlich überlieferten Datumsangaben für eine eher kurze Herrschaft zu sprechen. Das höchste überlieferte Datum ist ein „Siebentes Mal der Zählung“. Hiermit ist eine ursprünglich in zweijährlichem Abstand stattfindende Viehzählung gemeint, die jedoch spätestens seit Beginn der 4. Dynastie auch häufig jährlich durchgeführt wurde. Da sich die bekannten Datumsinschriften aus Niuserres Regierungszeit auf vier „Jahre der Zählung“ aber nur auf ein „Jahr nach der Zählung“ beziehen, ist somit durchaus eine Regierungsdauer plausibel, die sich in etwa mit den vermuteten elf Jahren des Turiner Papyrus deckt. Dem gegenüber stehen aber bildliche Darstellungen im Sonnenheiligtum des Niuserre, die den König beim Sed-Fest zeigen. Dieses Fest fand idealerweise erst nach 30 Jahren Regierung statt, konnte prinzipiell aber auch eher abgehalten werden. Auch einige Inschriften aus der Mastaba des Ptahschepses in Abusir reichen lediglich zur Bestimmung einer ungefähren Mindestdauer von Niuserres Herrschaft, nicht aber einer Höchstdauer. Die Mastaba wurde in drei Bauphasen errichtet, wobei der Baubeginn in etwa auf das fünfte „Jahr der Zählung“ fiel. Ab der zweiten Bauphase wurde Niuserres Tochter Chamerernebti in den Inschriften als Ptahschepses’ Gemahlin genannt. In die gleiche Bauphase datieren auch zwei Bauinschriften eines Raneferefanch, der aufgrund seines Namens frühestens in der Regierungszeit von Raneferef geboren wurde und beim Anbringen der Inschriften bereits ein erwachsener Mann gewesen sein musste. Da die Regierungszeiten des jung verstorbenen Raneferef und seines Nachfolgers Schepseskare zusammengerechnet drei bis vier Jahre nicht überschritten haben dürften, ergibt sich somit eine Mindestdauer von deutlich über zehn Jahren für Niuserres Herrschaft.

### Umstände der Machtübernahme
Bislang ungeklärt ist die Frage, warum Niuserre nicht unmittelbar nach dem Tod seines Bruders Raneferef den Thron bestieg, sondern zwischen beiden noch kurzzeitig ein Herrscher namens Schepseskare regierte. Miroslav Verner stellte hierfür mehrere hypothetische Szenarien auf, die von Thronstreitigkeiten innerhalb der königlichen Familie ausgehen. Demnach könnte Schepseskare ein Sohn von Sahure und damit ein Onkel von Niuserre gewesen sein, der seine Machtansprüche kurzzeitig gegen den noch jungen Kronprinzen durchsetzen konnte (für eine ausführliche Darstellung siehe Schepseskare).

### Landesverwaltung

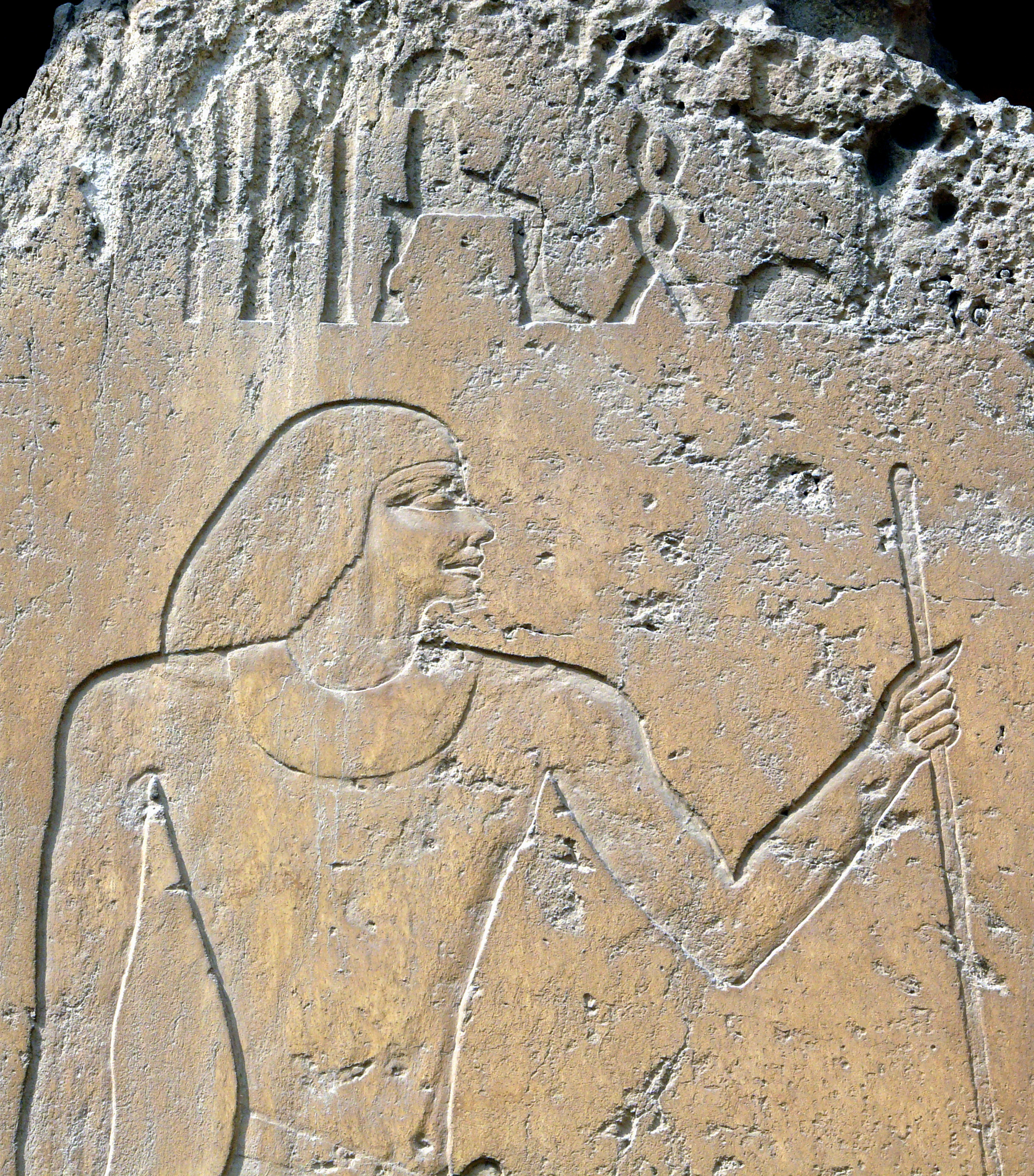
Ptahschepses bekleidete unter Niuserre das Wesirsamt; Relief aus seiner Mastaba in Abusir

Unter Niuserre erfolgte eine starke Zentralisierung verschiedener Verwaltungsressorts in den Händen des obersten Beamten, des Wesirs, dessen Amt dadurch erheblich gestärkt wurde. Die Ämter des „Vorstehers der Beiden Schatzhäuser“, des „Vorstehers der Beiden Scheunen“ und des „Vorstehers der Beiden Kammer der Kostbarkeiten des Königs“ (d. h. der Vorsteher des königlichen Schmucks) wurden nun feste Bestandteile der Wesirstitulatur. Somit war nun die Verantwortung für alle materiellen Belange der Residenz in einem Amt gebündelt. Die Verknüpfung zweier weiterer, neu geschaffener Ämter mit dem Wesirat lässt sich aus der Titulatur eines Beamten namens Kai ablesen. Dieser hatte zunächst als „Vorsteher des großen Hauses“, einer juristischen Institution, gewirkt und wurde nach seiner Berufung zum Wesir als „Vorsteher der 6 großen Häuser“ auch Oberaufseher aller juristischen Angelegenheiten des Landes. Als „Vorsteher von Oberägypten“ wurde ihm schließlich noch die Verantwortung für die Provinzverwaltung übertragen.
Neben Kai waren Minnefer und Ptahschepses mit Sicherheit unter Niuserre amtierende Wesire. Sechemanchptah ist eventuell auch unter seiner Herrschaft einzuordnen. Andere sicher in seine Regierungszeit zu datierende Beamte sind die beiden „Vorsteher aller Arbeiten des Königs“ Anchuserkaf und Seschemnefer (II.). Ptahschepses nimmt unter allen Beamten die herausragendste Stellung ein, was durch seine Heirat mit der Prinzessin Chamerernebti und dem Bau des größten Privatgrabes des Alten Reiches deutlich wird.

### Handelsbeziehungen und Expeditionswesen

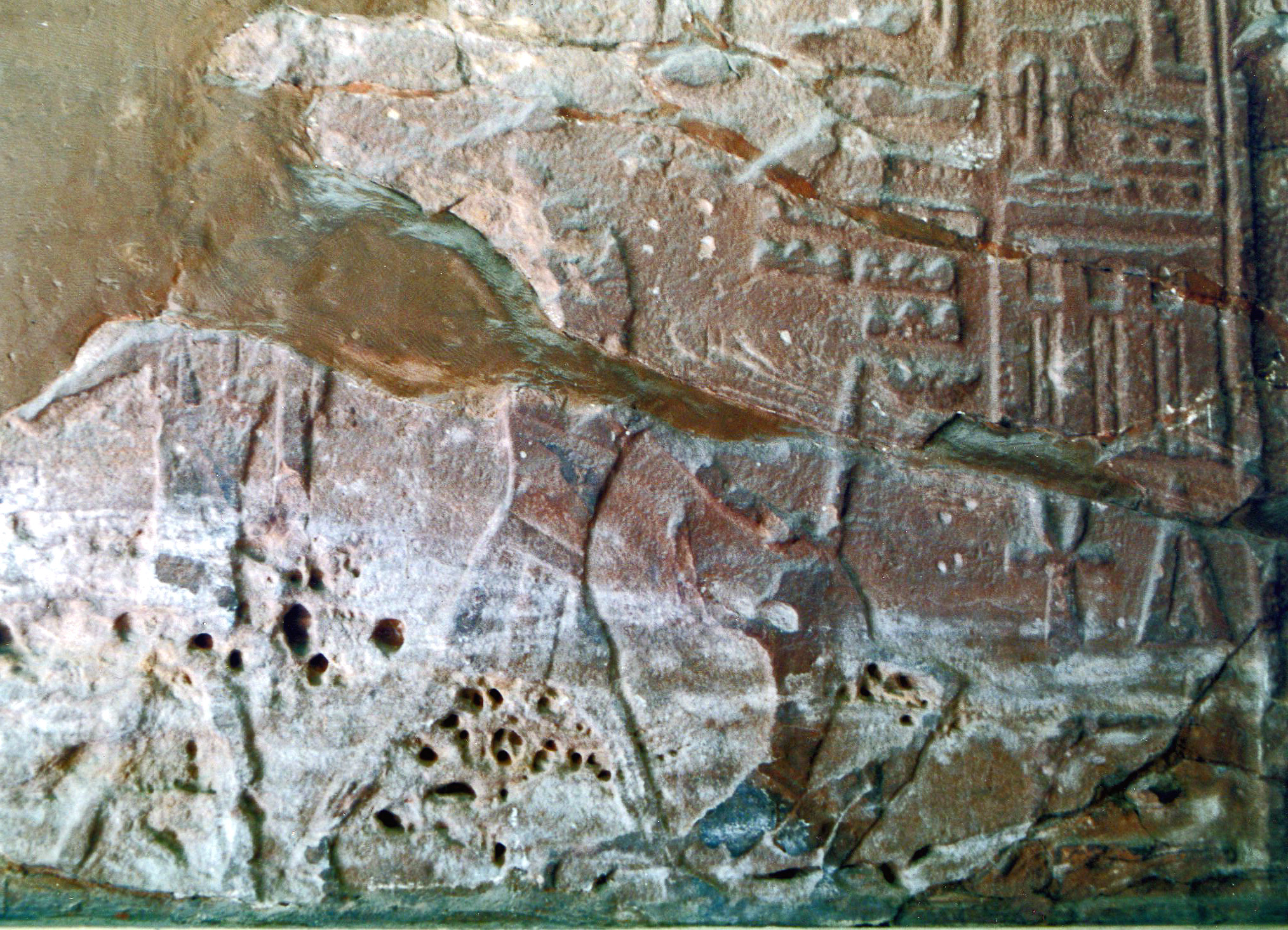
Felsrelief aus dem Wadi Maghara (Sinai), das Niuserre beim Unterwerfen der Beduinen zeigt

Aus der Zeit Niuserres stammen zwei Felsreliefs, die im Wadi Maghara auf dem Sinai entdeckt wurden. Eines davon befindet sich im Ägyptischen Museum in Kairo. Die Beischrift nennt das Schlagen der Mentiu und aller fremden Länder. Die Reliefs legen zwar eine königliche Expedition in die Kupfer- und Türkis-Minen des Wadis nahe, jedoch nicht zwangsläufig eine reale militärische Auseinandersetzung. Durch gefundene Siegelabdrücke und eine Felsinschrift ist belegt, dass der Ausgangspunkt für Niuserres Unternehmungen auf der Sinai-Halbinsel die Hafenanlage von Ain Suchna am Golf von Suez war.
Handelsbeziehungen mit der Levante sind belegt durch eine in Byblos gefundene Statue Niuserres (siehe unten) und durch ein Gefäßfragment aus Travertin mit seinem Namen, das am gleichen Ort gefunden wurde. Aktivitäten in Nubien bezeugen ein Siegel, das in der Festung Buhen am 2. Nilkatarakt gefunden wurde, sowie Fragmente einer Stele mit Niuserres Namen, die aus dem unternubischen Gneis-Steinbruch bei Gebel el-Asr stammt.

### Sonstige Belege aus Niuserres Regierungszeit
Im Tempel der Satis auf Elephantine wurde eine Fayencetafel mit Niuserres Namen gefunden. Da aber weder diese noch vergleichbare Stücke in ihrem originalen Kontext aufgefunden wurden, sondern in Deponierungen, ist ihr genauer Verwendungszweck unklar. Denkbar wäre eine Verwendung als Einlage zwischen Wandkacheln, aber auch als Gründungsbeigabe.

## Bautätigkeit

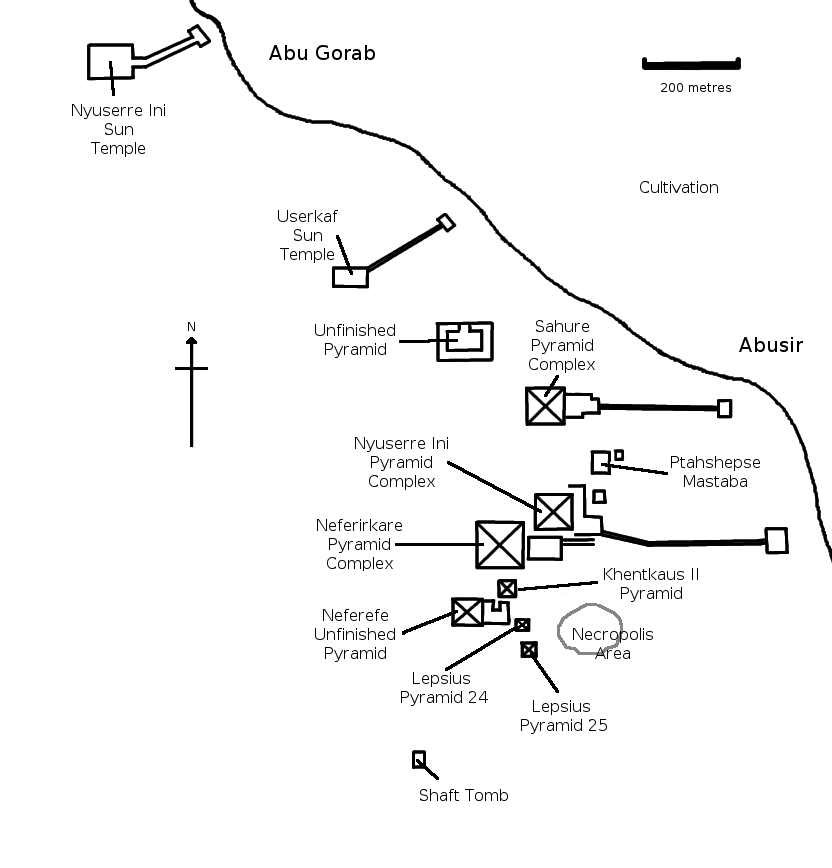
Übersichtsplan der Nekropole von Abusir

Die bekannte Bautätigkeit Niuserres blieb auf Abusir beschränkt, prägte die dortige Nekropole jedoch nachhaltig, da kein Herrscher vor ihm dort so umfangreiche Baumaßnahmen durchführen ließ. Nachdem sowohl sein Vater als auch sein Bruder nach relativ kurzer Herrschaft verstorben waren, sah sich Niuserre zunächst mit mehreren unfertigen Projekten konfrontiert, die es zu vollenden galt. Dies waren die Grabanlagen Neferirkares und Raneferefs, aber auch die seiner Mutter Chentkaus II. Die topografischen Gegebenheiten in Abusir führten zu einigen ungewöhnlichen Entscheidungen bei der Errichtung seiner eigenen Pyramide. Als einzig ökonomisch sinnvoller Bauplatz blieb ihm nur eine Stelle recht nahe bei der Pyramide seines Vaters. Offenbar aus Platzmangel konnte er die Pyramidenanlagen seiner Königinnen nicht hier errichten, sondern musste sie ans südliche Ende der Nekropole, in die Nähe der Grabanlagen seines Bruders und seiner Mutter verlegen. Ein weiteres Bauprojekt Niuserres war die Errichtung eines Sonnenheiligtums bei Abu Gurob im äußersten Norden von Abusir. Nach dem Tod Niuserres schwand die Bedeutung von Abusir als königliche Nekropole. Er war der letzte Herrscher, der hier sein eigenes Grabmal errichten ließ. Sein Nachfolger Menkauhor ging nach Sakkara und Djedkare ließ in Abusir lediglich einige Gräber für Familienmitglieder errichten.

### Vollendung der Bauprojekte seiner Vorgänger

#### Die Neferirkare-Pyramide

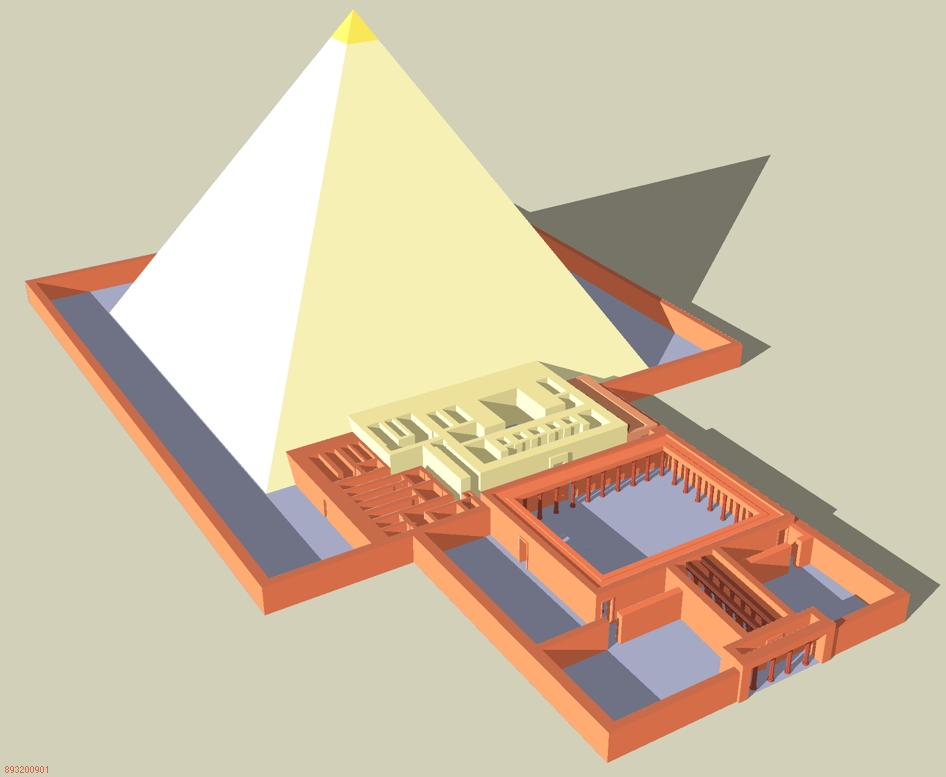
Rekonstruktion der Neferirkare-Pyramide. Auf Niuserre geht die in Ziegelbauweise errichtete zweite Phase des Totentempels (rot) zurück.

Mit einem Basismaß von 105 m und einer angestrebten Höhe von 72 m hatte Neferirkare eine Grabanlage geplant, welche deutlich größer werden sollte als die seiner Vorgänger. Während zu seinen Lebzeiten die eigentliche Pyramide zu einem großen Teil fertiggestellt wurde, fehlten bei seinem Tod allerdings noch der größte Teil der Verkleidung und wahrscheinlich der komplette Tempelkomplex. Unter Raneferef scheinen die Arbeiten an der Verkleidung fortgeführt worden zu sein. Ebenso wurde ein erster Totentempel aus Kalkstein an der Ostseite der Pyramide errichtet.
Niuserre gab nach seiner Thronbesteigung die Arbeiten an der Verkleidung auf und konzentrierte sich ganz auf den Totentempel, den er in Ziegelbauweise deutlich erweiterte. Dieser Teil erhielt kein steinernes Fundament mehr, sondern mit Hilfe von verfüllten Ziegelkammern eine ebene Grundfläche, die anschließend mit einem Lehm-Fußboden überzogen wurde. Der äußere Tempelteil besteht aus einem Säulenportikus, einer leicht schräg stehenden Säulenhalle und einem säulenumstandenen Hof. Tempel und Pyramide sind von einer Ziegelmauer umgeben. Ein Aufweg und ein Taltempel scheinen von Niuserre nicht geplant worden zu sein. Ebenso wenig ließ er für Neferirkare eine Kultpyramide errichten. An der Stelle, an der sich ein solches Bauwerk bei anderen Pyramidenkomplexen üblicherweise befindet (d. h. südlich des inneren Kalksteintempels), ließ er stattdessen Priesterunterkünfte errichten, in denen ein Archiv entdeckt wurde, das die bedeutenden Abusir-Papyri enthielt.

#### Die Chentkaus-II.-Pyramide

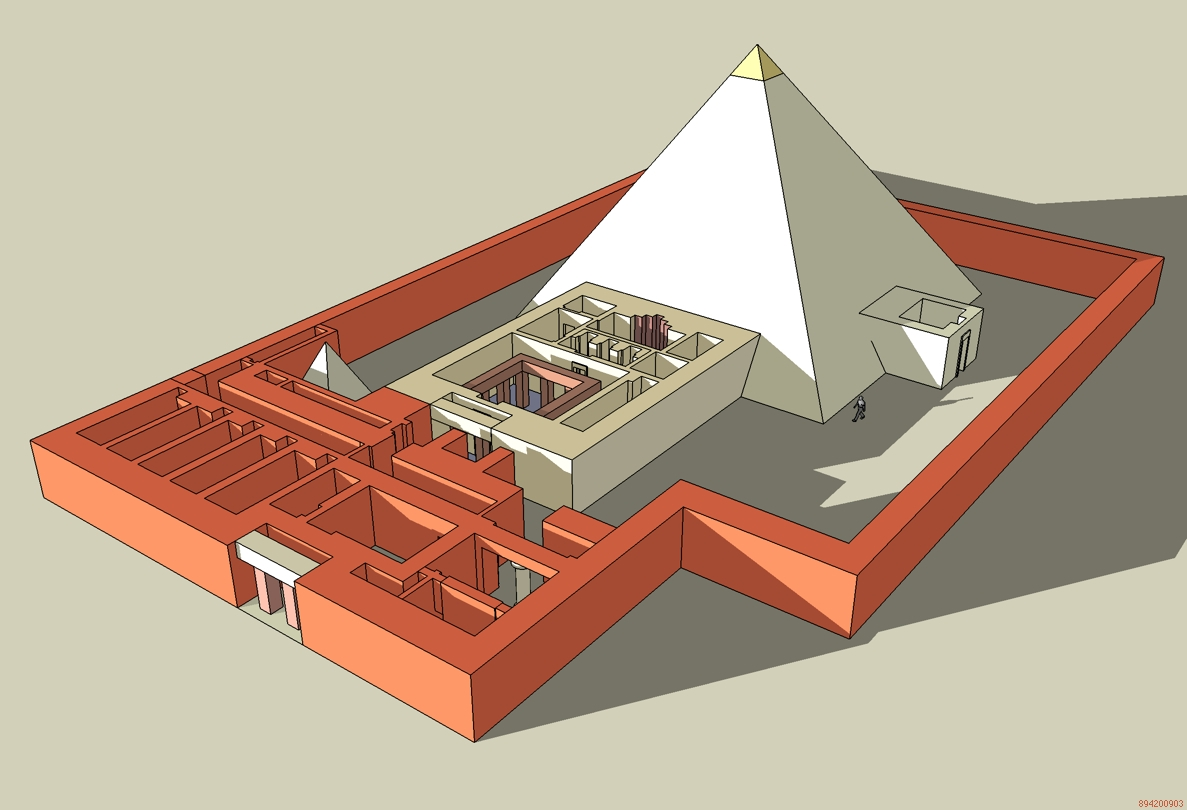
Rekonstruktion der Chentkaus-II.-Pyramide

Mit dem Tod Neferirkares wurden auch die Arbeiten an der Pyramide seiner Gemahlin Chentkaus II. vorerst unterbrochen. Durch Baugraffiti ist bekannt, dass der Bau im 10. oder 11. Regierungsjahr des Herrschers etwa bis zur Höhe der Grabkammerdecke ausgeführt worden war. Nachdem während der kurzen Regierungszeiten von Raneferef und Schepseskare kaum nennenswerte Erweiterungen erfolgt sein dürften, kam es schließlich erst unter Niuserre zur Vollendung. Die aus Bauabfall errichtete Pyramide bekam eine Verkleidung aus feinem, weißen Kalkstein und erhielt an ihrer Ostseite einen Totentempel, der in zwei Phasen errichtet wurde: Der erste Tempel wurde aus Kalkstein errichtet und besaß einen Pfeilerhof, einen Saal für die Kultstatuen der Königin, eine Opferhalle und Magazinräume. In einer zweiten Phase wurde der Tempel in Ziegelbauweise nach Süden und Osten erweitert. Es kamen ein neuer Eingangsbereich, weitere Magazinräume und eine Priesterunterkunft hinzu. Südöstlich des Kalksteintempels wurde eine kleine Kultpyramide errichtet, was eine Neuerung darstellt, da zuvor ausschließlich Königspyramiden eine eigene Kultpyramide besaßen. Der gesamte Komplex wurde mit einer Mauer umgeben und somit deutlich vom Pyramidenkomplex des Neferirkare abgegrenzt.

#### Die Raneferef-Pyramide

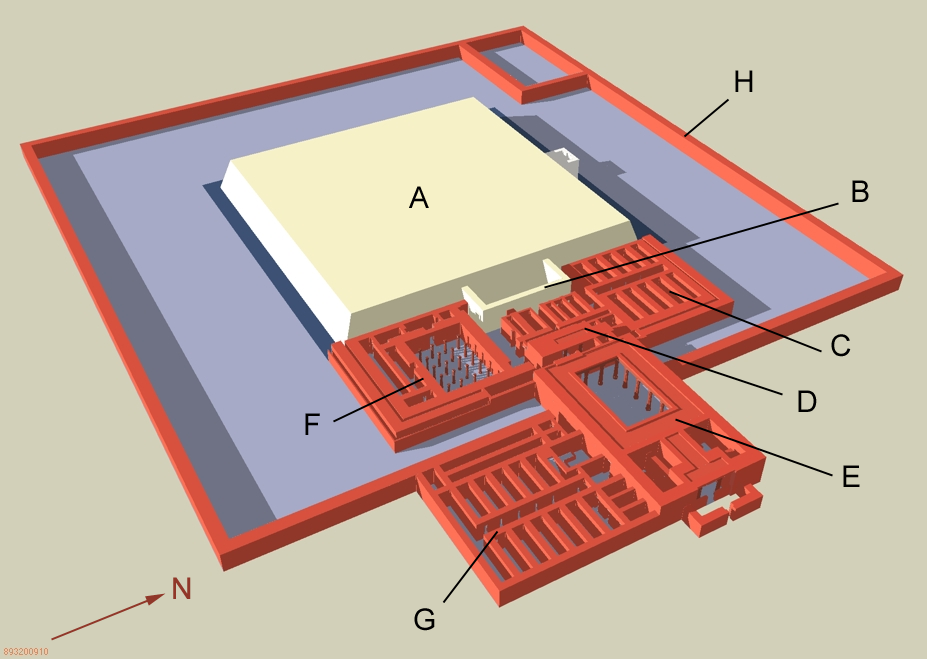
Rekonstruktion der Raneferef-Pyramide. Auf Niuserre geht die umfangreiche Erweiterung des Totentempels in Ziegelbauweise (rot) zurück.

Als Raneferef nach nur kurzer Regierungszeit starb, war von seiner Pyramide lediglich ein Stumpf mit einer Höhe von 7 m fertiggestellt. Die ursprünglichen Planungen wurden daraufhin aufgegeben und der begonnene Bau in eine flache Mastaba umgewandelt. Wahrscheinlich unter Schepseskare entstand an der Ostseite der Anlage ein erster kleiner Totentempel aus Kalkstein. Nach Niuserres Machtübernahme erfolgte eine umfangreiche Erweiterung der Tempelanlage in Ziegelbauweise. Nördlich und östlich des kleinen Kalksteintempels entstanden Magazinräume, südlich eine Halle, deren sternenverzierte Decke von hölzernen Lotossäulen getragen wurde. Der gesamte Komplex wurde von einer Mauer umschlossen, an deren östlichen Außenseite ein „Messer-Heiligtum“ errichtet wurde, ein dem Totenkult dienender Schlachthof. Diesen ursprünglichen Entwurf ließ Niuserre in einer späteren Bauphase noch einmal abändern und glich den insgesamt eher ungewöhnlichen Bau damit mehr dem typischen T-förmigen Totentempelgrundriss der 5. Dynastie an. Im Osten wurde ein von 22 hölzernen Säulen umstandener Hof, eine Eingangshalle und ein von zwei Papyrussäulen aus Kalkstein flankierter Eingang angefügt. Ein Taltempel und ein Aufweg, welche den Pyramidenkomplex eigentlich komplettiert hätten, wurden nicht gebaut.

### Eigene Bauprojekte

#### Die Niuserre-Pyramide in Abusir

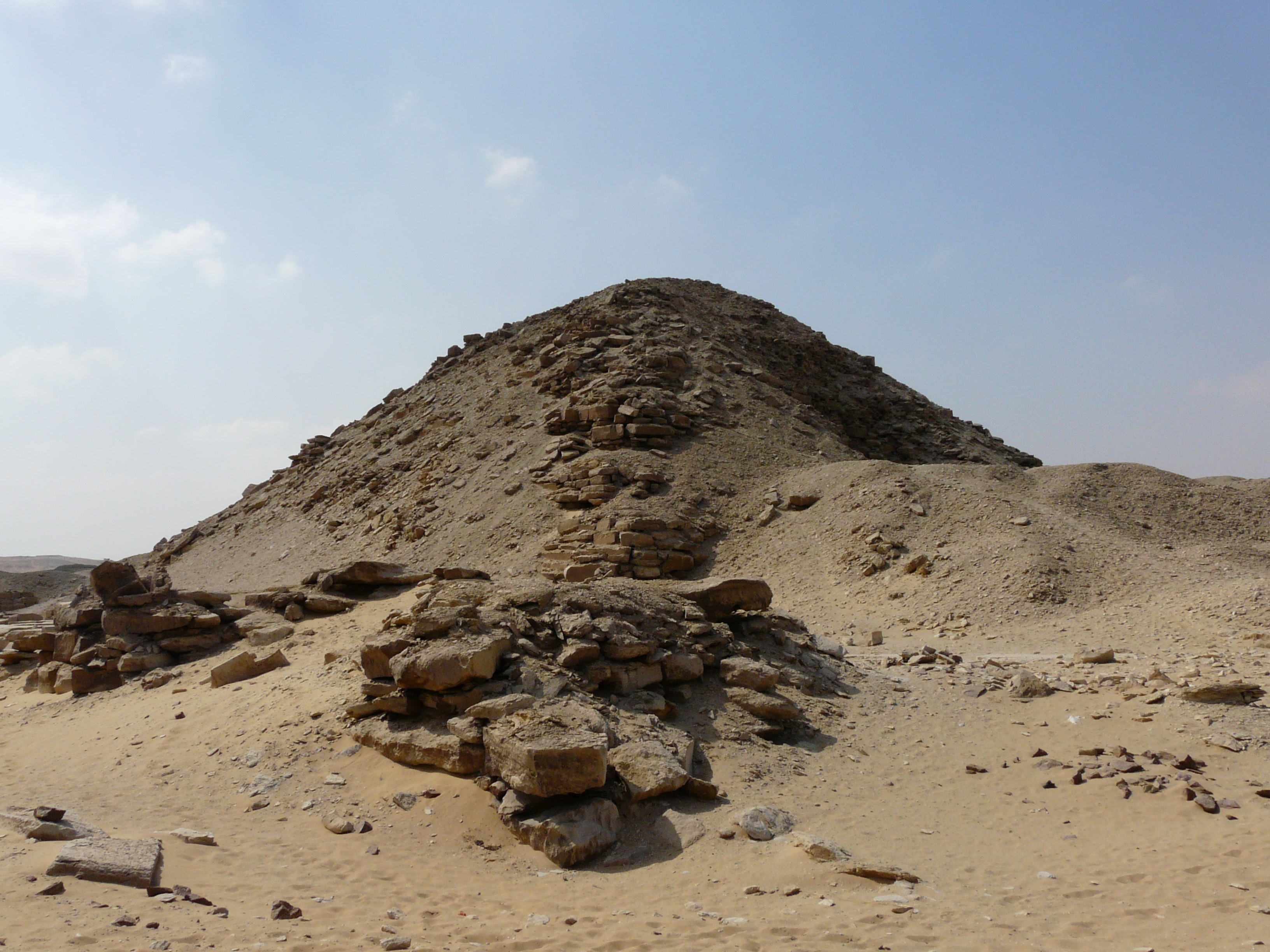
Die Pyramide des Niuserre

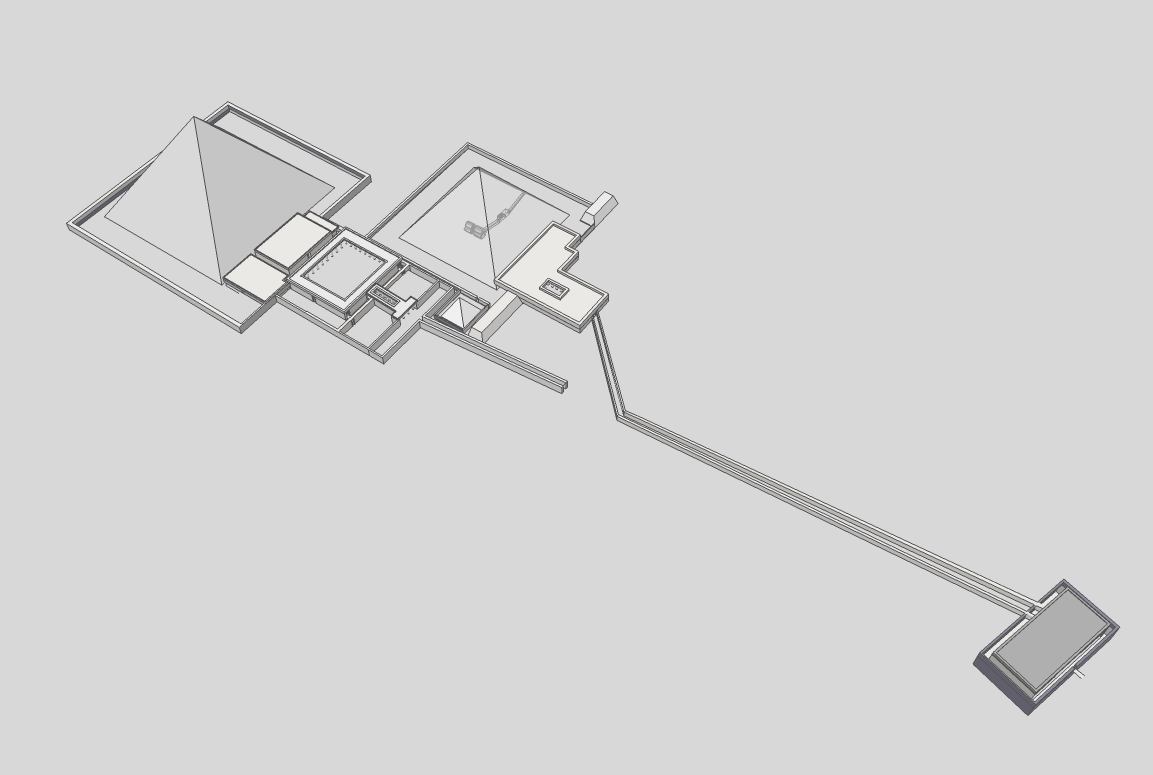
Rekonstruktion der Pyramidenanlagen von Neferirkare und Niuserre mit übernommenem Aufweg und Taltempel

Für seine eigene Pyramidenanlage mit dem Namen Mn-swt-Nj-wsr-Rˁ (Men-sut-Ni-user-Re, Die Stätten des Niuserre bestehen) wählte Niuserre einen Standort zwischen den Pyramiden seines Vaters Neferirkare und seines Großvaters Sahure. Mit einem Basismaß von 78,50 m hat sie die gleichen Ausmaße wie die Grabanlage des Sahure. Das Kernmauerwerk besteht aus Kalkstein und bildet sieben Stufen, die von einer Verkleidung aus feinerem, weißen Kalkstein überzogen waren. Der Eingang zum Kammersystem liegt an der Nordseite der Pyramide. Von dort führt ein unregelmäßig verlaufender Gang zu einer Vorkammer. Auf halber Strecke des Gangs befindet sich eine Blockiervorrichtung mit zwei Fallsteinen aus Granit. An der Westseite der Vorkammer liegt der Zugang zur Grabkammer. Beide Räume besitzen ein mächtiges Satteldach aus drei Lagen großer Kalksteinblöcke. Aufgrund massiven Steinraubs ist eine genaue Rekonstruktion des ursprünglichen Aussehens von Vor- und Grabkammer heute kaum noch möglich. Auch Reste der Bestattung oder der Grabbeigaben wurden nicht gefunden.
Der Totentempel der Niuserre-Pyramide weist einige Besonderheiten auf. Die Auffälligste hiervon ist, dass sein Ostteil nach Süden verschoben ist und der Tempel somit statt des üblichen T-förmigen einen eher L-förmigen Grundriss hat. Dieser östliche Teil beherbergt eine von Magazinräumen flankierte Eingangshalle und einen säulenumstandenen Hof. Ein Querkorridor trennt den östlichen, öffentlichen Teil des Tempels vom westlichen, dem Kult vorbehaltenen. In einer Nische des Korridors wurden die Reste einer Löwenstatue entdeckt. Als wichtige architektonische Neuerung erscheint eine antichambre carée (deutsch etwa „quadratisches Vorzimmer“), ein quadratischer Raum mit einer Säule in der Mitte, welcher der Opferhalle vorgeschaltet ist und von nun an bis ins Mittlere Reich ein fester Bestandteil aller königlichen Totentempel blieb. An der Südostecke der königlichen Pyramide wurde eine kleine Kultpyramide errichtet. Der gesamte Komplex wurde mit einer Mauer umgeben, die im Südosten und Nordosten massive Eckbauten aufweist, die als Vorläufer von Pylonen angesehen werden.
Der am Rand des Fruchtlandes liegende Taltempel wurde ursprünglich für Neferirkare begonnen, aber nie fertiggestellt. Niuserre übernahm daher beim Bau seiner Anlage die Fundamente für den Taltempel und den Aufweg, der nicht gerade zur Pyramide verläuft, da er zu seiner Grabanlage umgeleitet werden musste. Der Taltempel besitzt zwei Zugänge: Einen von Osten, wo sich einst die Hafenanlage befand, und einen weiteren im Westen. Das Zentrum des Tempels bildet ein Raum mit mehreren Statuennischen, in der vermutlich ursprünglich Kultbilder des Königs standen, daneben wurden aber auch der Kopf einer Statue seiner Gemahlin Reputnebu und Reste von Figuren besiegter Feinde gefunden.

#### Die Königinnenpyramide Lepsius XXIV

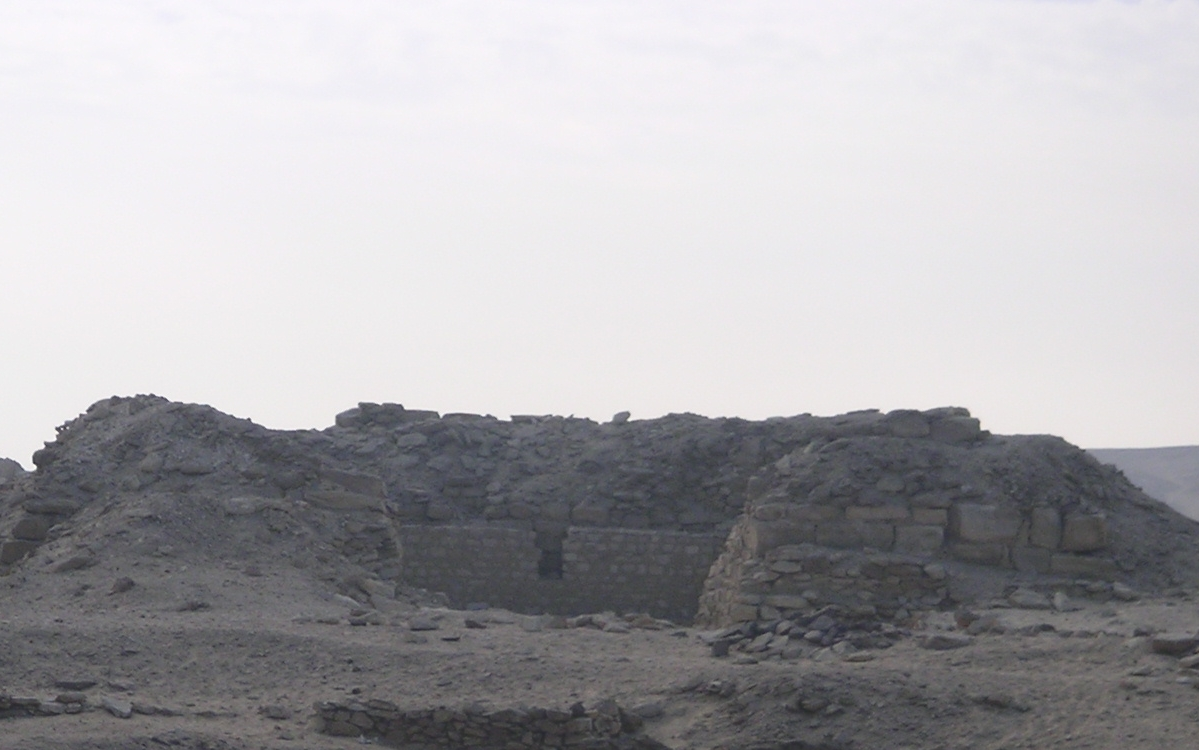
Die Lepsius-XXIV-Pyramide

Südlich der Chentkaus-II.-Pyramide errichtete Niuserre eine Königinnenpyramide, die durch Baugraffiti eindeutig in seine Regierungszeit datiert werden kann. Das Bauwerk ist durch Steinraub stark zerstört. Es hat ein Basismaß von 31,5 m und eine ursprüngliche Höhe von 27,3 m, ragt heute aber nur noch 5 m empor. Das Kammersystem besteht aus einem von der Nordseite herabführenden Gang und einer zentral gelegenen Grabkammer. In dieser wurden neben Resten der Grabausstattung auch die Mumie einer jungen Frau von etwa 21–23 Jahren gefunden. Aufgrund fehlender Inschriften ist ihre Identität unklar, es scheint jedoch wahrscheinlich, dass es sich um die ursprüngliche Grabbesitzerin handelt, in der wohl eine Gemahlin Niuserres zu sehen ist. An der Ostseite der Pyramide haben sich noch die Reste einer kleinen Kultpyramide und des Totentempels erhalten. Beide sind durch Steinraub stark in Mitleidenschaft gezogen. Eine Rekonstruktion des ursprünglichen Tempelgrundrisses ist daher nicht mehr möglich.

#### Die „Zwillingspyramide“ Lepsius XXV

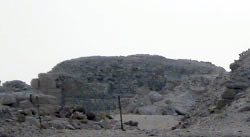
Die Lepsius-XXV-Pyramide

Nur wenige Meter südlich der Lepsius-XXIV-Pyramide befindet sich ein Bauwerk, das bislang einzigartig für den ägyptischen Pyramidenbau ist, da hier offenbar zwei Pyramiden direkt aneinandergebaut wurden. Die östliche hat ein Basismaß von 27,70 m × 21,53 m und erreicht heute noch eine Höhe von 6 m. Das Kernmauerwerk besteht aus verschiedenen Materialien, eine Verkleidung scheint nie angebracht worden zu sein. Von Norden führt ein Gang zunächst schräg hinab, verläuft dann waagerecht und mündet schließlich in die Grabkammer. Dort wurden noch Reste einer weiblichen Bestattung und der Grabausstattung gefunden. Als Opferbereich diente lediglich ein kleiner, in Kalkstein ausgeführter Raum an der Ostseite der Pyramide. Hier wurden eine weibliche Statuette und ein Papyrusfragment gefunden.
Mit einem Basismaß von 21,70 m × 15,70 m ist die westliche Pyramide etwas kleiner als die östliche. Sie weist auch einen höheren Zerstörungsgrad auf. Vom ursprünglichen Kammersystem sind nur noch Teile der Fundamente erhalten, so dass seine Maße nicht mehr genau zu bestimmen sind. Auch hier haben sich von der Bestattung und den Grabbeigaben nur noch wenige Reste erhalten. Ein eigenständiger Opferbereich für die westliche Anlage konnte nicht nachgewiesen werden.

#### Das Sonnenheiligtum des Niuserre in Abu Gurob

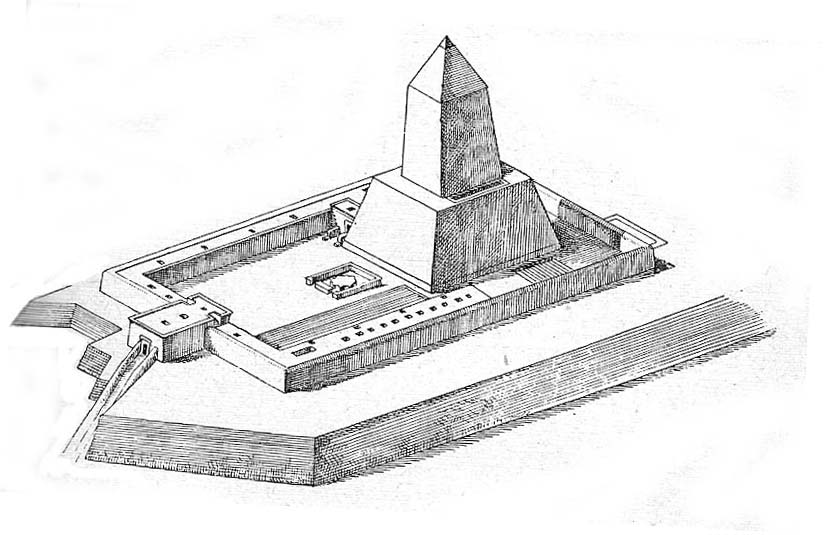
Rekonstruktion des Sonnenheiligtums des Niuserre

Das zweite zentrale Bauprojekt Niuserres stellte sein Sonnenheiligtum mit dem Namen Šsp-jb-Rˁ (Schesep-ib-Re, Lustort des Re) dar. Es liegt bei Abu Gurob, nur einige hundert Meter nördlich des Sonnenheiligtums des Userkaf und ist neben diesem das einzige erhaltene der insgesamt sechs bekannten Sonnenheiligtümer der 5. Dynastie. Ähnlich einem Pyramidenkomplex besitzt es einen Taltempel am Rand des Fruchtlandes, von dem ein steiler Aufweg zu einem durch künstliche Terrassen horizontal erweiterten Hügel führt, auf dem sich das eigentliche Heiligtum befindet. Dieses ist von einer rechteckigen Mauer umgeben. An ihrer Ostseite befindet sich die Eingangshalle. Auf diese folgt ein offener Hof mit Altar im Zentrum. Der Westteil des Heiligtums wird von einem mächtigen, gemauerten Obelisken eingenommen. An der südlichen Umfassungsmauer verläuft ein dekorierter Gang. An der nördlichen sind Magazinräume angebaut, sowie zwei weitere Bauten, die forschungsgeschichtlich als „Schlachthäuser“ bezeichnet werden, aber wahrscheinlich nie als solche gedient haben. Außerhalb des eigentlichen Tempels, an seiner Südostecke, befindet sich ein großes, aus Holz und Lehmziegeln gefertigtes Modell eines Sonnenschiffs. Im Sonnenheiligtum wurden bedeutende Reliefdarstellungen gefunden. Dazu gehören Szenen aus dem südlichen Gang und einer anschließenden Kapelle, die Niuserre beim Sed-Fest zeigen. Ebenso bedeutend sind Darstellungen aus der sogenannten Weltenkammer neben dem Unterbau des Obelisken: Dort sind in großem Detailreichtum menschliche Tätigkeiten und Ereignisse der Natur im Laufe der Jahreszeiten abgebildet.

## Statuen
Durch Inschriften und stilistische Vergleiche können dem Herrscher sechs Bildwerke zugeordnet werden. Eine herausragende Stellung nimmt hierbei eine Pseudogruppe ein, die sich heute im Staatlichen Museum Ägyptischer Kunst in München befindet (Inv.-Nr. ÄS 6794). Es handelt sich um das einzige bekannte königliche Exemplar dieses Statuentyps aus dem Alten Reich. Das Stück ist von unbekannter Herkunft und besteht aus Kalzit. Es hat eine Höhe von 71,8 cm und eine Breite von 40,8 cm. Inschriften auf der Statuenbasis nennen den Namen Niuserres. Der König ist zwei Mal fast identisch stehend, den linken Fuß nach vorn gesetzt, nebeneinander dargestellt. Die Arme sind seitlich an den Körper angelegt, die Hände zu Fäusten geballt. Beide Figuren tragen einen plissierten Schurz und ein im unteren Bereich plissiertes Kopftuch mit der Uräusschlange auf der Stirn. Den einzigen augenfälligen Unterschied zwischen beiden Figuren bilden die Gesichtszüge: Während die linke Figur recht jugendlich wirkt, besitzt die rechte Tränensäcke und eingefallene Wangen. Dies wird dahingehend interpretiert, dass in dieser Doppelstatue zwei Aspekte Niuserres miteinander vereint dargestellt wurden: Zum einen der jugendlich-idealisierte göttliche Herrscher, zum anderen der menschliche, dessen Sterblichkeit durch die Altersspuren betont wird.
Eine weitere Standfigur wurde 1904 in einer Abfallgrube im Tempel des Amun-Re in Karnak gefunden. Sie ist fast vollständig erhalten, aber in zwei Teile zerbrochen. Das Oberteil der Statue befindet sich heute in der Memorial Art Gallery in Rochester (New York) (Inv.-Nr. 42.54), das Unterteil im Ägyptischen Museum in Kairo (Inv.-Nr. CG 42003). Die Statue ist aus Rosengranit gefertigt. Sie hat eine Gesamthöhe von 8,6 cm, eine Breite von 23,8 cm und eine Tiefe von 39,1 cm. Auf der Statuenbasis ist vor dem rechten Fuß eine Inschrift mit dem Namen des Königs angebracht. Niuserre ist schreitend dargestellt. Er trägt einen Schurz und das königliche Kopftuch. Sein linker Arm ist seitlich an den Körper angelegt. Der rechte Arm ist auf die Brust gelegt, in der Hand hält er eine Keule.
Eine Sitzstatue stammt möglicherweise aus dem Ptah-Tempel in Mit Rahina (Memphis) und gelangte von dort ins Ägyptische Museum nach Kairo (Inv.-Nr. CG 38). Die Statue besteht ebenfalls aus Granit und hat eine Höhe von 65 cm. Der König trägt wiederum einen Schurz und das königliche Kopftuch mit Uräus. Er hat die linke Hand flach auf den linken Oberschenkel gelegt, die rechte ist auf dem rechten Oberschenkel zur Faust geballt. Neben dem rechten Fuß ist auf der Statuenbasis eine Namensinschrift angebracht.
Drei weitere Werke werden dem Herrscher aus stilistischen Gründen, vor allem wegen des identischen Gesichtsausdruckes, zugesprochen. Es handelt sich zum einen um einen Torso unbekannter Herkunft im Brooklyn Museum (Inv.-Nr. 72.58). Das Stück besteht aus Granit. Es hat eine Höhe von 34 cm, eine Breite von 16,2 cm und eine Tiefe von 14,1 cm. Erhalten ist der Kopf und der Oberkörper ab den Hüften. Die Arme fehlen komplett. Die Gesichtszüge und das Kopftuch gleichen den mit Inschriften versehenen Stücken.
Das zweite Stück ist ein weiterer Torso, der in Byblos gefunden wurde und sich heute im Nationalmuseum in Beirut befindet (Inv.-Nr. B. 7395). Die Statue ist aus Granit gefertigt und hat eine erhaltene Höhe von 34 cm. Erhalten ist noch der Oberkörper ab dem Bauchnabel, die Oberarme und der Kopf mit dem königlichen Kopftuch.
Ebenfalls aus stilistischen Gründen wird Niuserre der Kopf einer Statue zugeschrieben, die sich heute im Los Angeles County Museum of Art befindet (William Randolph Hearst Collection, Inv.-Nr. 51.15.6). Das Stück besteht aus Granit und hat eine erhaltene Höhe von 12,1 cm. Es zeigt den König bartlos mit einem auf der unteren Hälfte plissierten Kopftuch.
|                                                                               |                                                                                       | |
| Sitzstatue des Niuserre aus Memphis; Ägyptisches Museum Kairo (Inv.-Nr.CG 38) | Oberteil einer wahrscheinlichen Statue des Niuserre; Brooklyn Museum (Inv.-Nr. 72.58) | Kopf einer wahrscheinlichen Statue des Niuserre; Los Angeles County Museum of Art (Inv.-Nr. 51.15.6) |

## Niuserre im Gedächtnis des Alten Ägypten
Der für Niuserre eingerichtete Totenkult scheint durchgehend bis ins Mittlere Reich existiert zu haben. Totenpriester und Verwaltungsbeamte seines Pyramidenkomplexes und seines Sonnenheiligtums sind belegt für die Mitte und das Ende der 5. Dynastie, für die 6. Dynastie und in zwei Fällen auch für die Erste Zwischenzeit, in der die meisten anderen königlichen Totenkulte des Alten Reiches abreißen. In bescheidenem Umfang scheint der Totenkult noch bis in die 12. Dynastie fortbestanden zu haben.
Die Verehrung Niuserres in diesem Zeitraum lässt sich durchaus als die eines Lokalheiligen von Abusir bezeichnen, was durch mehrere Aspekte deutlich wird: Zum einen lässt sich eine starke Konzentration von einfachen Privatgräbern in direkter Nachbarschaft zu seiner Pyramidenanlage feststellen. Hierbei sticht besonders der Bereich nördlich des Totentempels und am nordwestlichen Ende des Aufwegs hervor. Die meisten dieser Gräber stammen aus der Ersten Zwischenzeit und dem Mittleren Reich. Ihre Besitzer waren überwiegend in den königlichen Totenkult eingebunden. Darüber hinaus wurde Niuserre zu einem beliebten Namenspatron. Sein Eigenname Ini findet sich als häufiger Namensbestandteil von Personen, die in Abusir bestattet wurden, beispielsweise in den Formen Iniemachet, Inihetep oder Iniemsaef. Aus anderen Orten sind zudem Namensformen wie In(i), Inii, In(i)t, Inianchu, Iniadjet, Inihor, Inihetepu, Inichenethetep, Inidedui, Inischeri und Inisenebu überliefert. Ein weiterer Beleg für die weitreichende Verehrung Niuserres findet sich auf der Scheintür des Ipi, die in Sakkara gefunden wurde. Auf dieser wird in der sogenannten Opferformel Niuserre angerufen, was ungewöhnlich ist, da diese Formeln gewöhnlich auf Götternamen Bezug nehmen und nur sehr selten auf Königsnamen.

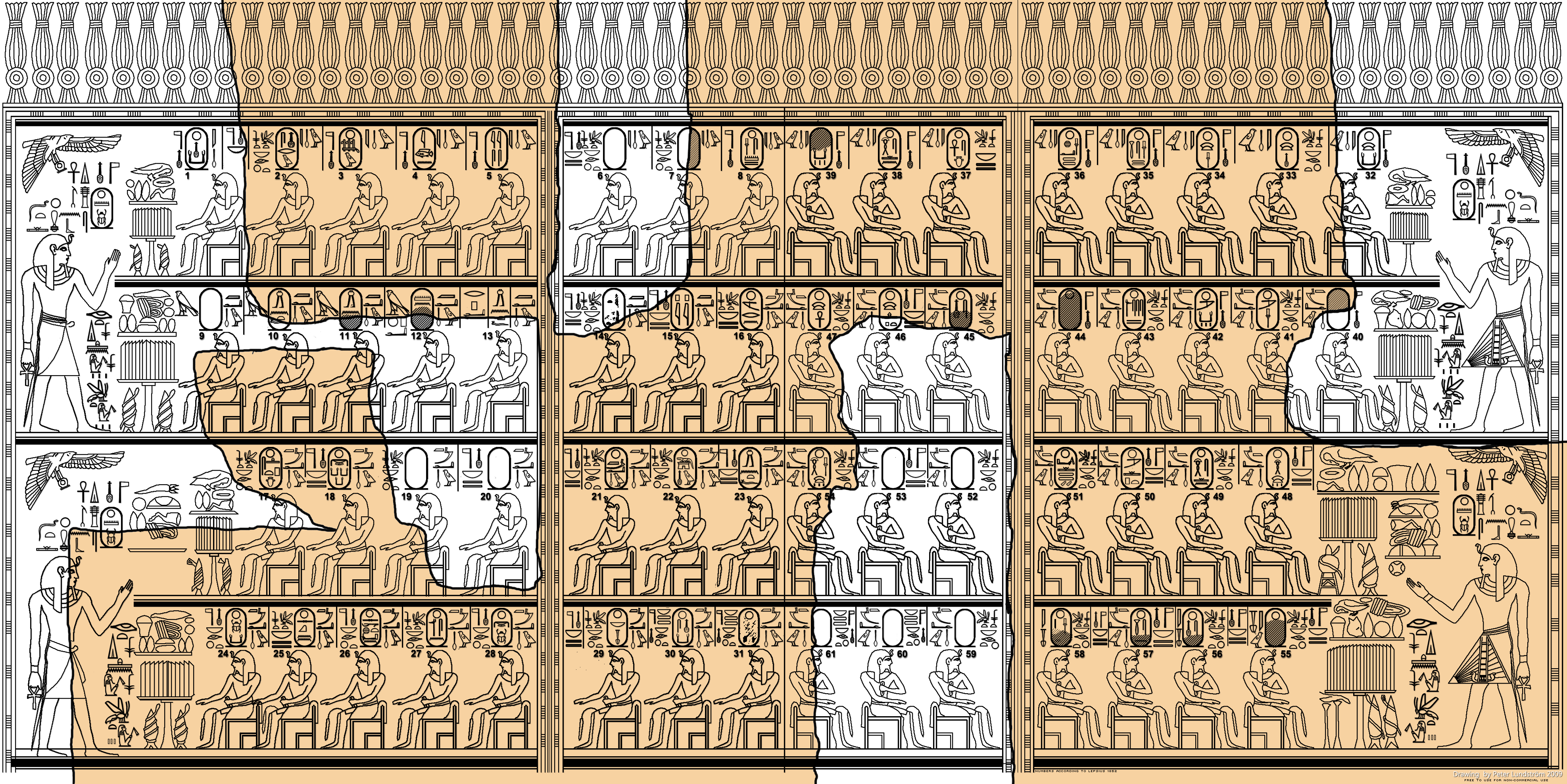
Umzeichnung der Königsliste von Karnak

Auch außerhalb Abusirs lässt sich im Mittleren Reich eine Verehrung Niuserres feststellen. Im Tempel von Karnak ließ Sesostris I. eine Statue des Herrschers aufstellen (heute im Ägyptischen Museum in Kairo, Inv.-Nr. CG 42003), die vermutlich Teil einer ganzen Gruppe von Bildnissen verstorbener Könige war.
Während des Neuen Reiches wurde in der 18. Dynastie unter Thutmosis III. im Karnak-Tempel die sogenannte Königsliste von Karnak angebracht, in welcher der Name Niuserre auftaucht. Im Gegensatz zu anderen altägyptischen Königslisten handelt es sich hierbei nicht um eine vollständige Auflistung aller Herrscher, sondern um eine Auswahlliste, die nur die Könige nennt, für die während der Regierungszeit von Thutmosis III. Opfer dargebracht wurden.
Während der 19. Dynastie führte Chaemwaset, ein Sohn Ramses’ II., landesweit Restaurierungsprojekte durch. Dazu gehörte auch das Sonnenheiligtum des Niuserre, wie durch Inschriften bekannt ist.